# فرنسیس بین کوبین
فرنسیس بین کوبین (به انگلیسی: Frances Bean Cobain) هنرمند تجسمی اهل آمریکا و تنها فرزند خواننده و آهنگ‌ساز دهه ۹۰ میلادی کرت کوبین و همسرش کورتنی لاو است وی نیز یک فرزند با پسر تونی هاوک دارد

## زندگی‌نامه
فرنسیس بین زادهٔ ۱۸ اوت ۱۹۹۲ در لس آنجلس، کالیفرنیا است.
نام وی از فرنسیس مک‌کی خواننده گروه وزلینز گرفته شده برخی نیز بر این باورند که این اسم از نام فرنسیس فارمر هنرپیشه آمریکایی دهه ۳۰ میلادی گرفته شده‌است. این گمانه‌زنی‌ها هردو نزدیک به یقین هستند چرا که کرت کوبین بارها از علاقه‌اش به وزلینز سخن به میان آورده بود و از سویی دیگر در آلبوم In Utero که در سال ۱۹۹۳ منتشر شد نام آهنگ پنجم این بود: «فرنسیس فارمر انتقامش را در سیاتل، واشینگتن خواهد گرفت».
آخرین بار که فرنسیس پدرش را ملاقات کرد ۱ آوریل ۱۹۹۴ و زمانی بود که کرت کوبین را در یک مرکز ترک اعتیاد در لوس آنجلس بستری کرده بودند. یک هفته بعد جسد کوبین را به همراه شواهدی که حکایت از خودکشی با شات‌گان داشت در منزلش یافتند.
در سال ۲۰۰۶ عکس‌هایی از او در مجلهٔ ELLE چاپ شد که در آن تصاویر ژاکت پشمی قهوه‌ای و پیژامهٔ معروف کرت کوبین به‌همراه کفش‌های آل‌استارش را پوشیده بود. در سال ۲۰۰۸ تعدادی عکس از فرنسیس، برای تبلیغات لباس و لوازم آرایشی در مجلهٔ مُد harpers bazaar چاپ شد. او در این عکس‌ها با آرایش و لباس‌های مختلفی که یادآور شخصیت‌های معروفی هم‌چون اِویتا، گریس و کاراکتر زن افسانهٔ دیو و دلبر است، دیده می‌شود.
در دسامبر ۲۰۰۹ دادگاهی در آمریکا کورتنی لاو را از سرپرستی قانونی فرنسیس خلع کرد و حضانت او را به مادربزرگ و عمه‌اش سپرد. وکیل کورتنی لاو دلیل این تصمیم دادگاه را اعتیاد موکلش به مواد مخدر دانسته بود. در پی این اتفاق کورتنی لاو با فرستان پیام‌هایی در فیس‌بوک به فرنسیس حمله کرد و خشمش را نسبت به رای دادگاه بروز داد. این اولین باری نبود که مقامات قضایی کورتنی لاو را برای نگهداری از تنها فرزندش دارای صلاحیت نمی‌دانستند.
در سال ۲۰۱۰ فرنسیس اولین فعالیت حرفه‌ای موسیقی‌اش را با خوانندگی در آلبومی از آماندا پالمر انجام داد. در این آلبوم افراد دیگری هم‌چون ویرد ال یانکویچ و جرارد وی (خوانندهٔ مای کمیکال رومنس) نیز بخش‌هایی را اجرا کرده‌اند.